# Diadegma meridionator
Diadegma meridionator är en stekelart som beskrevs av Aubert 1971. Diadegma meridionator ingår i släktet Diadegma och familjen brokparasitsteklar. Inga underarter finns listade i Catalogue of Life.